# 弗雷德里克森
弗雷德里克森（挪威語：Fredriksen）可指：

## 人物
- H·喬治·弗雷德里克森（英語：H. George Frederickson，1934年7月17日－2020年7月24日），美國公共行政官。
- 芭芭拉·弗雷德里克森（英語：Barbara Lee Fredrickson；1964年6月15日－），心理學教授。
- 約翰·弗雷德里克森（挪威語：John Fredriksen，1944年5月10日－），挪威商人。

|  | 本页或本分段罗列了姓氏为「K」的人物。 如果是一个指代特定个人的内链将您引导到本页，請考慮修正該人物的名字以將链接指向正確的條目。 |